# Samaritan
Samaritan è un blocco Unicode. È costituito dai 61 caratteri compresi nell'intervallo U+0800-U+083F.
Introdotto nella versione 5.2 di Unicode, comprende i simboli per l'ebraico samaritano e per la lingua aramaica samaritana.

## Tabella compatta di caratteri

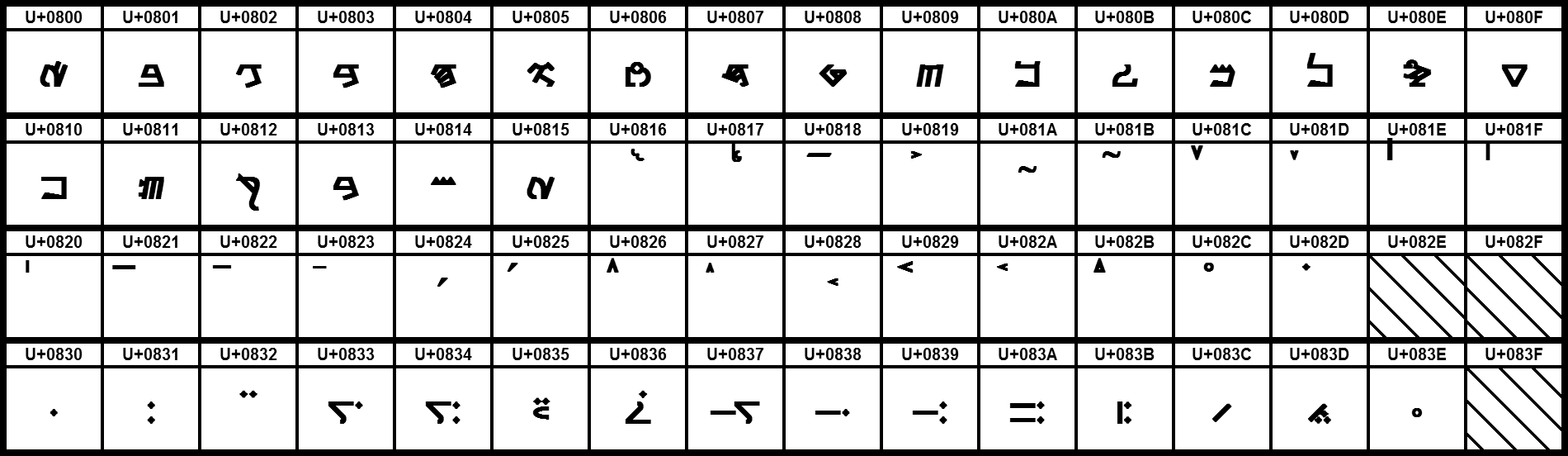
Samaritan

|     | 0 | 1 | 2 | 3 | 4 | 5 | 6 | 7 | 8 | 9 | A | B | C | D | E | F |
| --- | - | - | - | - | - | - | - | - | - | - | - | - | - | - | - | - |
| 080 | ࠀ | ࠁ | ࠂ | ࠃ | ࠄ | ࠅ | ࠆ | ࠇ | ࠈ | ࠉ | ࠊ | ࠋ | ࠌ | ࠍ | ࠎ | ࠏ |
| 081 | ࠐ | ࠑ | ࠒ | ࠓ | ࠔ | ࠕ | ࠖ  | ࠗ  | ࠘  | ࠙  | ࠚ | ࠛ  | ࠜ  | ࠝ  | ࠞ  | ࠟ  |
| 082 | ࠠ  | ࠡ  | ࠢ  | ࠣ  | ࠤ | ࠥ  | ࠦ  | ࠧ  | ࠨ | ࠩ  | ࠪ  | ࠫ  | ࠬ  | ࠭  |   |   |
| 083 | ࠰ | ࠱ | ࠲ | ࠳ | ࠴ | ࠵ | ࠶ | ࠷ | ࠸ | ࠹ | ࠺ | ࠻ | ࠼ | ࠽ | ࠾ |   |